# Угол (Великоустюгский район)
Угол — деревня в Великоустюгском районе Вологодской области.
Входит в состав Шемогодского сельского поселения, с точки зрения административно-территориального деления — в Шемогодский сельсовет.
Расстояние по автодороге до районного центра Великого Устюга — 28 км, до центра муниципального образования Аристово — 12 км. Ближайшие населённые пункты — Сондас, Поповское, Федоровское, Козлово, Лучнево, Вепрево, Климлево.
По переписи 2002 года население — 11 человек.